# Camden Market

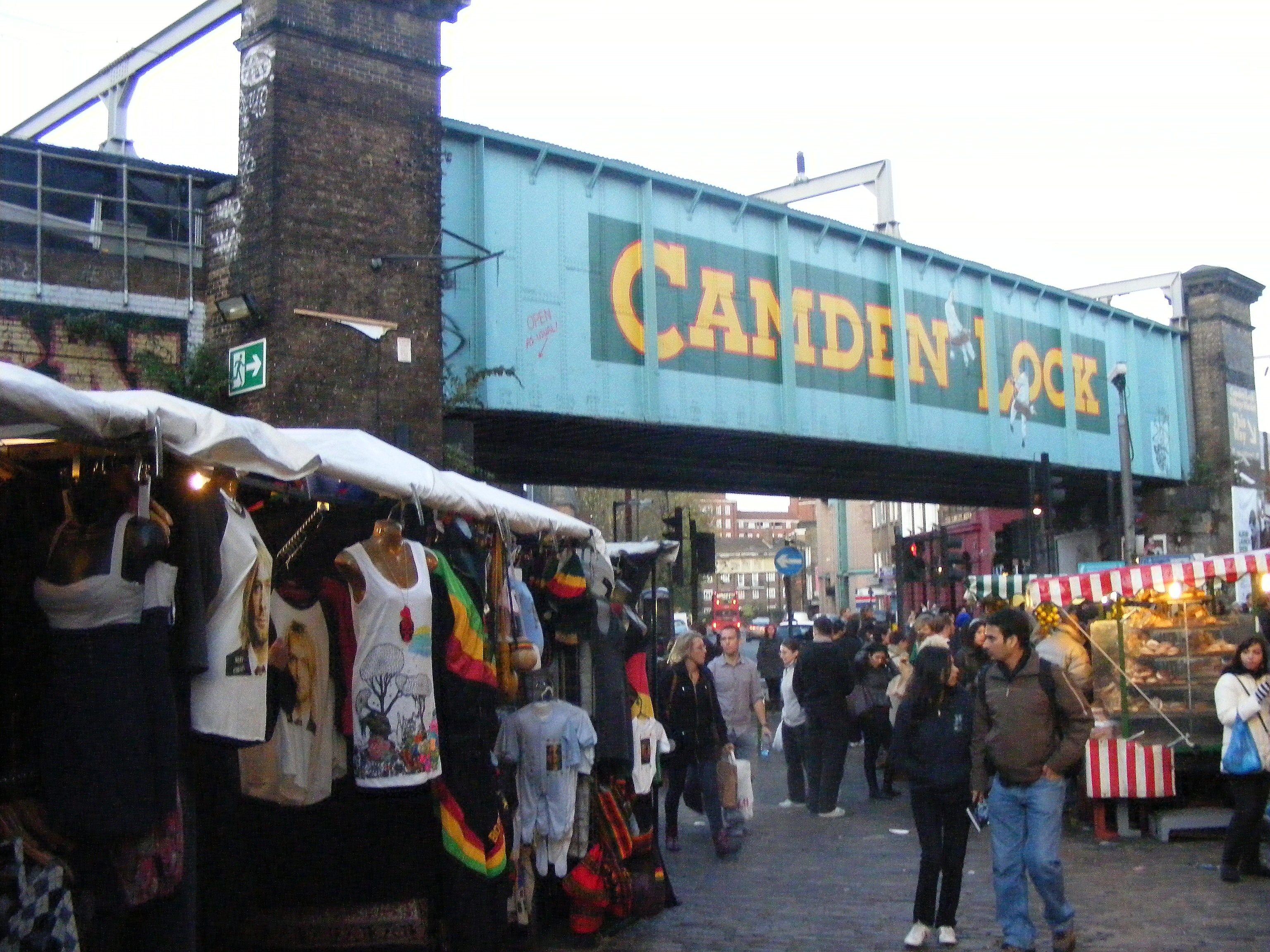
Entrada al Mercado de Camden

Se conoce como Mercado de Camden (en inglés: Camden Market) a una serie de grandes mercados minoristas adyacentes entre sí, también denominados colectivamente "Camden Lock", ubicados en el barrio de Camden Town, en la ciudad británica de Londres. Famoso por su imagen cosmopolita, los productos que se venden en los puestos incluyen artesanías, ropa, baratijas y comida rápida. Es una de las atracciones turísticas más populares de Londres, atrayendo a aproximadamente 250.000 personas cada semana.
Un pequeño mercado local de productos alimenticios ha operado en Inverness Street, en Camden Town, desde principios del siglo XX. El 30 de marzo de 1974, un pequeño mercado semanal de artesanías que operaba todos los domingos en la zona se convirtió en un gran complejo de mercados. Los mercados, originalmente solo puestos temporales, se extendieron a una mezcla de tenderetes y locales fijos. El mercado tradicional de Inverness Street comenzó a perder puestos una vez que abrieron los supermercados locales. Para mediados de 2013, todos los puestos originales habían desaparecido, siendo reemplazados por puestos similares a los de otros mercados, incluida la comida rápida.
Los mercados operaban originalmente solo los domingos, que sigue siendo el principal día de negociación. La operación se extendió a los sábados para la mayor parte del mercado. Varios comerciantes, principalmente aquellos en locales fijos, operan durante toda la semana, aunque el fin de semana sigue siendo el período pico. 